# Helene von Mülinen
Margareta Rosalie Helene von Mülinen, född 27 november 1850 i Bern, död där 11 mars 1924, var en schweizisk kvinnorättsaktivist.
Hon deltog i grundandet av den schweiziska kvinnorösträttsrörelsen, Bund Schweizerischer Frauenvereine (BSF) 1899, den första kvinnorörelse i Schweiz som lyckades organisera kvinnor över hela landet, och blev dess första ordförande, en befattning hon upphöll från 1900 till 1904. 
Helene von Mülinen tillhörde en patricierfamilj i Bern. Hon fick en vårdad uppfostran men familjen tillät henne inte att studera; hon fick i stället endast åhöra föreläsningar på universitet. Hon plågades redan då av de restriktioner kvinnorollen lade på henne. Hon började uppmanad av sin privatlärare i religion att skriva artiklar och uppsatser, och tillsammans med sin partner Emma Pieczynska-Reichenbach intresserade hon sig för kvinnorörelsen och blev medgrundare av BSF.